# Ньюсом, Пола
Пола Ньюсом (англ. Paula Newsome) — американская актриса. Ньюсом наиболее известна благодаря одной из главных ролей в сериале 2007—2008 годов «Женский клуб расследований убийств». В девяностых она в основном была активна в театре, в том числе выступала в бродвейских постановках Carousel и Lady Day at Emerson's Bar and Grill, а после начала карьеру на телевидении с эпизодических появлений в таких сериалах как «C.S.I.: Место преступления» и «Дарма и Грег».
Ньюсом была регулярным членом актёрских составов недолго просуществовавших сериалов Conrad Bloom и The Lyon’s Den в 1998 и 2003 годах соответственно, прежде чем получила роль в «Женский клуб расследований убийств». После его закрытия она принимала гостевое участие в сериалах «Морская полиция: Спецотдел», «Вспомни, что будет», «До смерти красива», «Анатомия страсти» и «Пригород».

## Избранная фильмография
- Разговор начистоту (1992)
- Conrad Bloom (13 эпизодов, 1998)
- The Lyon’s Den (8 эпизодов, 2003)
- Полиция Нью-Йорка (3 эпизода, 2003—2004)
- Угадай, кто? (2005)
- Мыслить как преступник (1 эпизод, 2005)
- Маленькая мисс Счастье (2006)
- Опустевший город (2007)
- То, что мы потеряли (2007)
- Женский клуб расследований убийств (13 эпизодов, 2007—2008)
- Новые приключения старой Кристин (1 эпизод, 2009)
- Кости (1 эпизод, 2009)
- Вспомни, что будет (1 эпизод, 2010)
- До смерти красива (1 эпизод, 2010)
- Анатомия страсти (1 эпизод, 2011)
- Милые обманщицы / Pretty Little Liars (2 эпизода, 2011) — тренер Фултон
- Родители (2 эпизода, 2010-2011)
- Форс-мажоры (1 эпизод, 2011)
- Морская полиция: Спецотдел (4 эпизода, 2009-2013)
- Пригород (2 эпизода, 2012-2013)